# АЕС Дандженесс
Атомні електростанції Дандженесс — це пара непрацюючих атомних електростанцій, розташованих на мисі Dungeness на півдні графства Кент, Англія.
Дандженесс A — застаріла електростанція з реакторами типу Magnox із газовим охолодженням двоокисом вуглецю, що складалась з двох реакторів на 250 МВт, які були підключені до національної електромережі в 1965 році та досягли кінця свого терміну служби в 2006 році. Активна зона реактора складалася з кількох графітових стрижнів, усередині кожного з яких був охолоджувальний канал. Назва «Magnox» походить від ядерного палива, яке застосовувалося в цих реакторах.
Дандженесс B — це передова електростанція з газоохолоджуваним реактором (AGR), що складається з двох 520 Реактори МВт, які почали працювати в 1983 і 1985 роках. У березні 2009 року були виявлені серйозні проблеми, коли блок В21 був зупинений на технічне обслуговування, і реактор не працював майже 18 місяців. У 2015 році заводу було продовжено термін служби ще на десять років, а запропонована дата закриття була перенесена на 2028 рік. У вересні 2018 року обидва блоки були зупинені. 7 червня 2021 року компанія EDF оголосила, що Dungeness B негайно перейде до фази розвантаження.

## Дандженесс А
Дандженесс A – це застаріла електростанція Magnox, яка була підключена до національної електромережі в 1965 році та досягла кінця свого життєвого циклу. Він мав два ядерні реактори, які виробляли 219 МВт електроенергії кожна, загальною потужністю 438 МВт. Будівництвом займався консорціум, відомий як Nuclear Power Group (TNPG). Реактори були поставлені компанією TNPG, а турбіни — CA Parsons &amp; Co. Спочатку їх було чотири × 142,5 Турбогенератори змінного струму MW, згодом вони були знижені до 106 машини MW. Тиск і температура пари на запірних клапанах турбіни становили 535 psi (37,6 бар) і 391°C.

### Вихід електроенергії
Виробництво електроенергії на електростанції Dungeness A за період 1966-84 було таким.

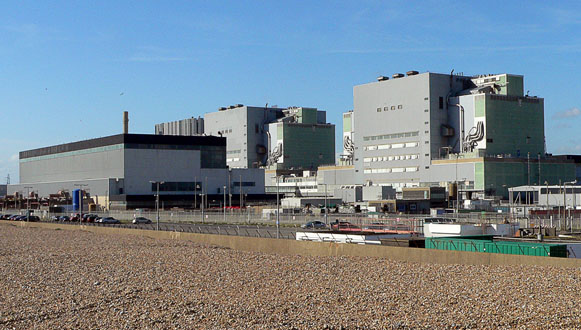
Станція Дандженесс А

Дандженесс Річний обсяг виробництва електроенергії ГВт-год.

### Закриття та виведення з експлуатації
31 грудня 2006 року Dungeness A припинив виробництво електроенергії після більш ніж сорока років роботи. Вивантаження палива була завершена в червні 2012 року, і все паливо було відправлено в Селлафілд для переробки. Після того, як ділянку було оголошено вільним від палива, роботи з демонтажу прискорилися, починаючи з демонтажу машинного залу в червні 2015 року. Подібно до інших застарілих станцій Magnox, ділянка буде виведена з експлуатації, де радіологічно забруднене обладнання буде видалено, а зайві конструкції знесено. Після завершення будівлі реакторів буде перекрито, щоб забезпечити їх здатність залишатися ефективним бар’єром для стихії, і об’єкт перейде на етап «догляду та технічного обслуговування».
Етап догляду та технічного обслуговування є частиною стратегії виведення з експлуатації Управління з ядерної експлуатації та охоплює період понад 80 років. Цей період очікування дозволяє знизити рівень радіації в активній зоні реактора та сприяє більш плавному процесу знесення. У 2027 році Dungeness A має увійти у фазу догляду та обслуговування. Демонтаж корпусів реакторів і остаточне розчищення майданчика заплановано на 2088-2098 рр. Поточним процесом зняття з експлуатації керує Magnox Ltd, дочірня компанія Управління з виведення з експлуатації (NDA).

## Дандженесс Б

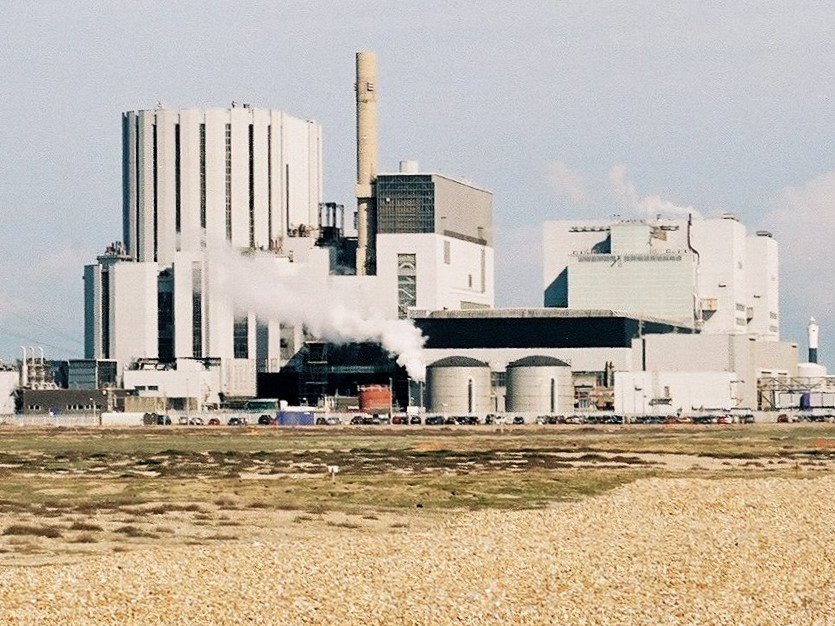
Станція Дандженесс Б

Дандженесс B — це передова електростанція з газоохолоджуваним реактором (AGR), що складається з двох 1496 Реактори потужністю МВт, які почали працювати в 1983 і 1985 роках відповідно. Dungeness B була першою побудованою електростанцією AGR комерційного масштабу. Його дизайн базувався на набагато меншому прототипі Windscale AGR, WAGR. 89 фунтів стерлінгів мільйонний контракт був укладений у серпні 1965 року з консорціумом Atomic Power Construction (APC), якого підтримували Crompton Parkinson, Fairey Engineering, International Combustion і Richardsons Westgarth. Датою завершення було визначено 1970 рік.
Під час будівництва виникло багато проблем із розширенням дизайну WAGR. Проблеми з конструкцією корпусу резервуара під тиском спотворили його, так що котли, які мали поміститися в кільцевий простір між реактором і резервуаром під тиском, не могли бути встановлені, і вкладиш довелося частково демонтувати та будувати заново. Ця робота коштувала приблизно 200 000 фунтів стерлінгів, але була величезна вартість фінансування додаткових 18 непродуктивних місяців для електростанції вартістю близько 100 фунтів стерлінгів. мільйонів, з яких 60% вже завершено. Також були виявлені серйозні проблеми з конструкцією котлів, які повинні були витримувати удари гарячого вуглекислого газу (CO2) під тиском 600 фунтів на квадратний дюйм (4 100 кПа) і прокачується навколо контуру теплоносія реактора масивними газовими циркуляторами. Як наслідок, кожухи, підвіси та трубні опори довелося переробити. Вартість модифікацій і фінансування під час затримок спричинили серйозний фінансовий тиск для консорціуму та його спонсорів, і в 1969 році APC розпалася під управлінням.
CEGB взяв на себе управління проектом, наклав легкі штрафи, щоб не завдати шкоди Fairey і International Combustion, і призначив British Nuclear Design and Construction (BNDC) головним підрядником. У 1971 році проблеми з корозією компонентів з м’якої сталі в реакторах Magnox першого покоління викликали у розробників привід для занепокоєння. Обмежувальні муфти Дандженесс B - механічні зв'язки, які утримували графітове ядро на місці, дозволяючи йому розширюватися та стискатися у відповідь на зміни температури - були виготовлені з м'якої сталі та могли піддаватися тій самій корозії. Їх вирішили замінити на комплектуючі з нового матеріалу. У 1972 році були виявлені проблеми з оцинкованим дротом, який використовувався для кріплення термопар до труб котла з нержавіючої сталі. При термообробці труб при температурах до 1 050 °C (1 920 °F) цинкувальний цинк дифундував у труби та зробив їх крихкими. На той час вартість зросла до 170 мільйон фунтів. У 1975 році CEGB повідомляв, що електростанцію не буде завершено до 1977 року і що її вартість зросла до 280 мільйонів фунтів стерлінгів. До 1979 року вартість ще більше зросла до 410 фунтів мільйон.

### Вихід електроенергії
У 2015 році Dungeness B випустила 4.4 ТВт*год енергії. Оператори стверджували, що це становить економію 3,4 мільйонів тонн CO 2.

### Виведення з експлуатації
У вересні 2018 року Управління ядерного регулювання (ONR) наказало EDF Energy провести повторну оцінку корозії прихованих систем, пов’язаних із забезпеченням безпеки. Перевірки показали, що сейсмічні обмежувачі, трубопроводи та резервуари для зберігання виявилися «роз'їденими до неприйнятного стану», і таким був стан, коли реактор працював. Заходи з відновлення включали модернізацію понад 300 метрів (980 фут) трубопроводу та резервуарів для зберігання вуглекислого газу. ONR класифікував цей інцидент як рівень 2 за Міжнародною шкалою ядерних подій. Спочатку очікувалося, що Dungeness B повернеться в експлуатацію в лютому 2019 року, пізніше відкладено на 30 вересня 2019 року для завершення перевірок. У серпні 2020 року зупинку блоків B21 і B22 було продовжено до грудня 2020 року після того, як вони були виведені з ладу у вересні 2018 року.
7 червня 2021 року EDF оголосила, що Dungeness B не буде перезапущено, а натомість буде негайно переведено на етап вивантаження палива (перший етап виведення з експлуатації атомної електростанції), посилаючись на «ризики, характерні для станції в деяких ключових компонентах, включаючи частини всередині паливні збірки» ідентифіковані з вересня 2018 р.